# New York City Ballet

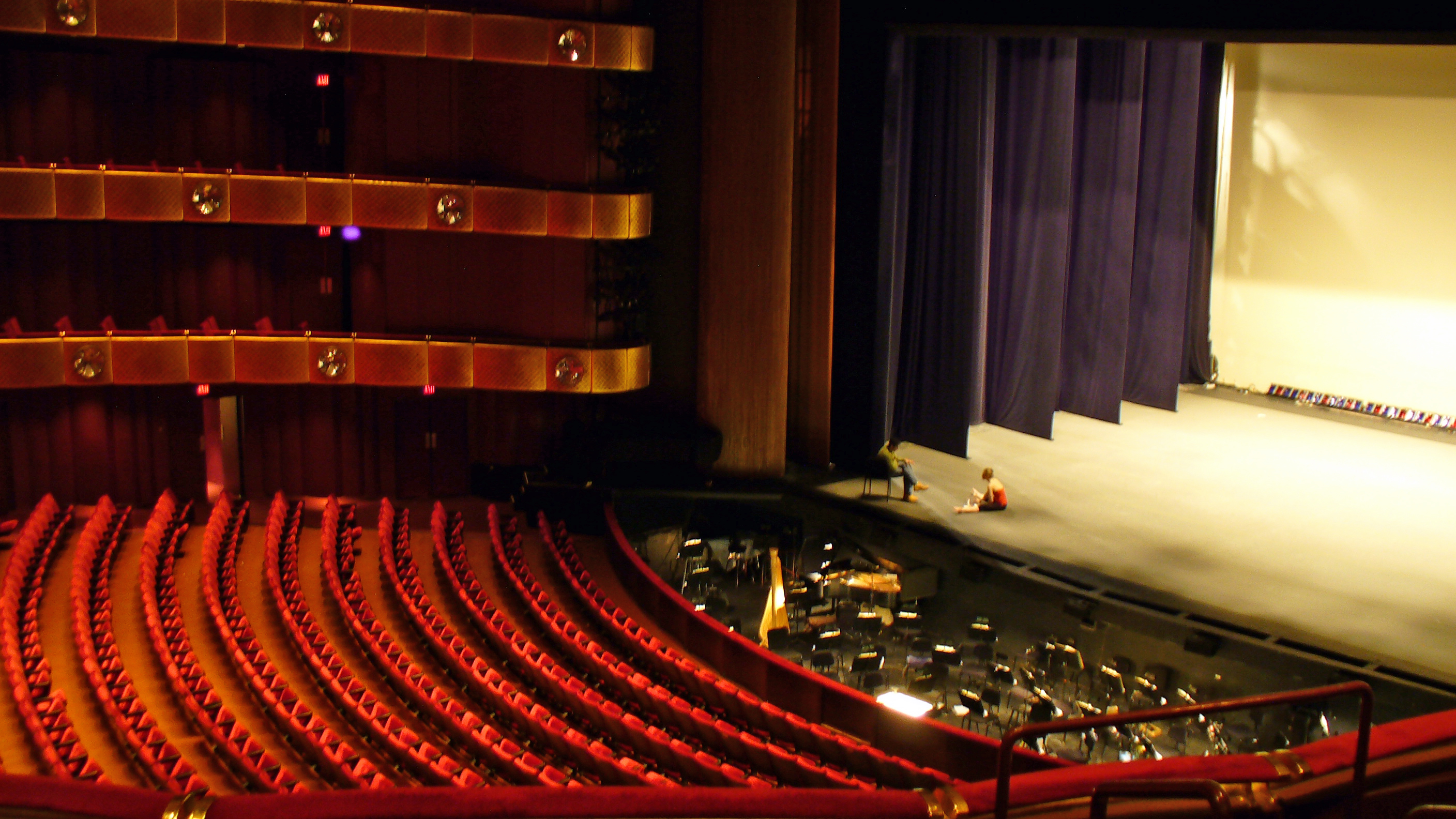
New York State Theater.

New York City Ballet (även City Ballet eller NYCB) är ett balettsällskap i New York, grundat 1946 av koreografen George Balanchine och Lincoln Kirstein som en privat organisation för att gynna lyrisk teater. Först 1948 har den sitt första publika uppträdande. Sedan 1964 håller baletten till på New York State Theater.